# Marcetia
Marcetia é um género botânico pertencente à família Melastomataceae cuja maioria das 35 espécies é exclusiva da Chapada Diamantina.